# Salvadorianische Fußballnationalmannschaft der Frauen
Die salvadorianische Fußballnationalmannschaft der Frauen repräsentiert den mittelamerikanischen Staat El Salvador im internationalen Frauenfußball. Da der nationale Verband Federación Salvadoreña de Fútbol Mitglied im Weltverband FIFA und im Regionalverband CONCACAF ist, ist die Mannschaft für die Teilnahme an der Qualifikation zur CONCACAF W Championship berechtigt. Weiter tritt die Mannschaft auch in der Qualifikation für die Olympischen Spiele an.

## Geschichte
Das erste Spiel der Geschichte für die Mannschaft, fand am 21. Juli 1998 gegen Honduras während der Qualifikation für den CONCACAF Women’s Championship 1998 im Bereich der UNCAF statt und endete mit einem 1:1. Danach setze es nochmal eine 1:4-Niederlage gegen Guatemala, womit man am Ende trotzdem noch ins Spiel um den dritten Platz ging. Dieses verlor man dann aber auch mit 1:5 gegen Costa Rica. Da man für die darauffolgende Qualifikation zur nächsten Ausgabe nicht meldete, folgte die nächste Teilnahme erst wieder bei der Qualifikation für den CONCACAF Women’s Gold Cup 2002. Hier schaffte man dann gegen Honduras auch mal einen Sieg, alle anderen Partien gingen aber verloren, was am Ende den vierten Platz in der Qualifikation bedeutete.
Auch bei der Qualifikation zum Turnier im Jahr 2006, war der Mannschaft in ihren zwei Spielen kein einziger Punktgewinn vergönnt. Ein hoher 9:0-Sieg über Belize gelang dann in der ersten Partie der Qualifikation zur Ausgabe 2010. Jedoch reichte es nur zu einer 1:2-Niederlage gegen Guatemala in der zweiten Partie, womit man in der Qualifikation nicht weiterkam. Ähnlich war es dann auch bei der Qualifikation im Jahr 2014, als Teil der Karibikmeisterschaft, wo man mit einem Sieg und einer Niederlage wieder nur den zweiten Platz sich holte.
Die Qualifikationsphase für das Turnier im Jahr 2018 startete dann gleich aber schon mit einem 0:11 gegen Costa Rica, auf diese hohe Niederlage folgte dann noch eine mit 2:6 gegen Panama. Zum Abschluss gelang zumindest noch ein 2:2 gegen Nicaragua, womit man aber trotzdem am Ende auf dem letzten Platz landete. Die Qualifikation für die CONCACAF W Championship 2022 verlief dann wieder erfolgreicher. Mit zwei hohen Siegen stieg man in diese ein und auch das dritte Spiel konnte man gewinnen. Erst im letzten Spiel musste man sich gegen das bisher ebenfalls stets siegreiche Panama mit 0:2 geschlagen geben. Damit zogen am Ende diese jedoch in die Endrunde ein.

## Weltmeisterschaft
| - 1991: keine Teilnahme, erstes Spiel erst 1998 - 1995: keine Teilnahme, erstes Spiel erst 1998 - 1999: nicht qualifiziert - 2003: nicht qualifiziert - 2007: nicht qualifiziert | - 2011: nicht qualifiziert - 2015: nicht qualifiziert - 2019: nicht qualifiziert - 2023: nicht qualifiziert |

## CONCACAF W Championship/ CONCACAF Women’s Gold Cup
| - 1991: keine Teilnahme, erstes Spiel erst 1998 - 1993: keine Teilnahme, erstes Spiel erst 1998 - 1994: keine Teilnahme, erstes Spiel erst 1998 - 1998: nicht qualifiziert - 2000: nicht gemeldet - 2002: nicht qualifiziert | - 2006: nicht qualifiziert - 2010: nicht qualifiziert - 2014: nicht qualifiziert - 2018: nicht qualifiziert - 2022: nicht qualifiziert |

## CONCACAF W Gold Cup
- 2024: Vorrunde